# بسنا فلوس (مسرحية)
بسنا فلوس، مسرحية كوميدية كويتية. عرضت في عام 2012. كتبها إسماعيل الشامي واخرجها أحمد السعيد.

## عن العمل
تدور أحداث المسرحية حول أخ بخيل على أخته وأبنائه ويحرم عائلته من كافة حقوقهم الأسرية والمادية، يذكر أن تغير اسم المسرحية من «الجعص» إلى «بسنا فلوس».

## الفنانين المشاركين بالعمل
- طارق العلي.
- أمل عباس.
- شهاب حاجيه.
- أحمد الفرج.
- نواف النجم.
- فرحان العلي.
- مبارك المانع.
- هيا الشعيبي.
- سلطان الفرج.
- سلطان العلي.
- هاني الطباخ.
- خالد المظفر.
- مارتينا.
- شاهين الشاهين.